# Мисгав-Ладах

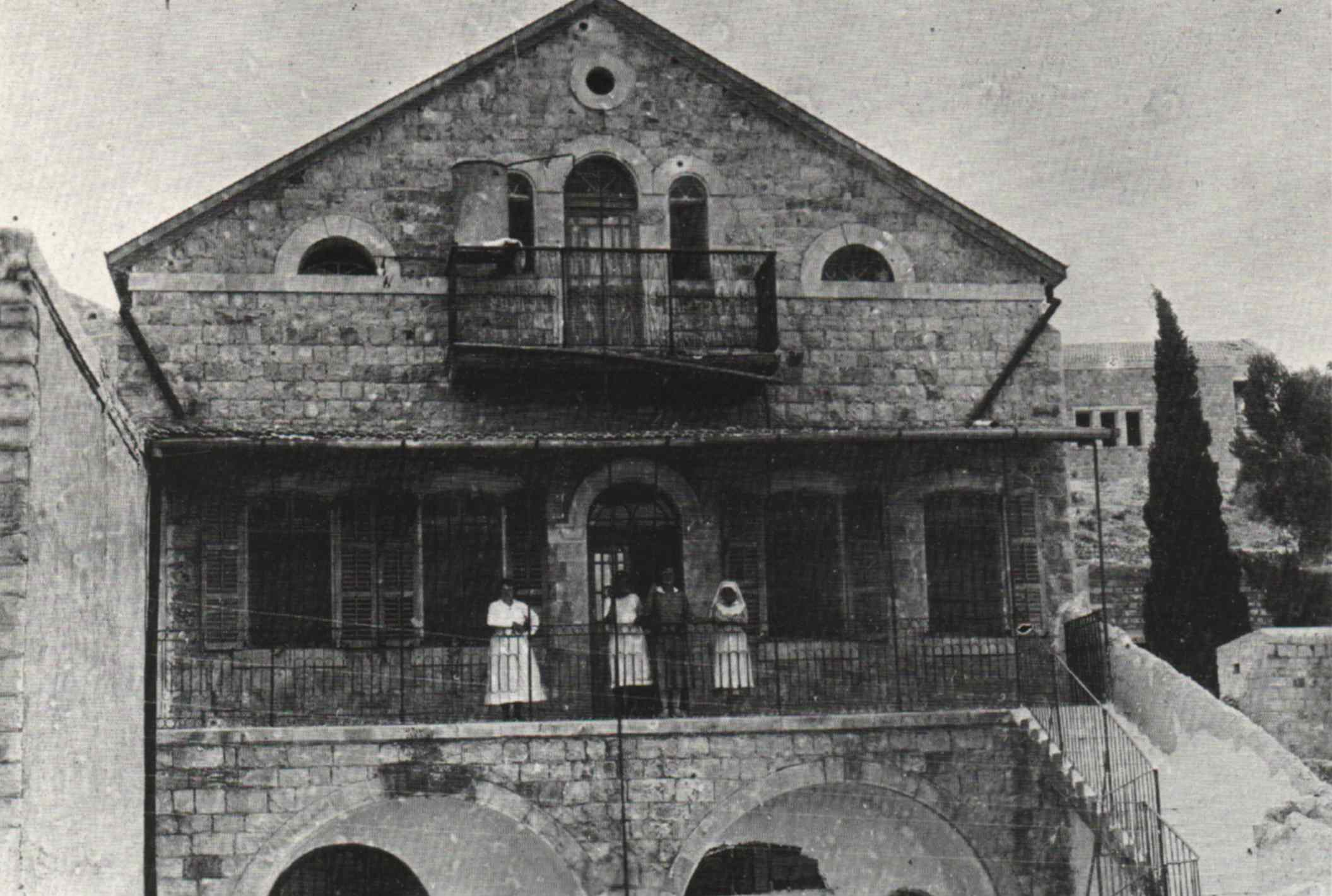

Мисгав-Ладах — медицинское учреждение в Иерусалиме, Израиль.

## История
Этот медкомплекс основан в Старом городе Иерусалиме (новый корпус находится в районе Катамон Иерусалима) в XIX веке и существует и поныне.
Первое здание было построено в 1854 году на средства, пожертвованные Ротшильдами — Меиром и Амшелем. Одна из идей открытия этого учреждения состояла в том, чтобы местное население не зависело от услуг миссионеров. Имя Ротшильд было присвоено этому учреждению.
В 1879 году учреждение получает имя Мисгав-Ладах.
В мае 1948 года в ходе войны за независимость здание было захвачено арабскими боевиками и взорвано.
Эвакуированный персонал переведен в один из пустующих домов в р-не Катамон и проработал там около 40 лет как родильный дом. В 1987 году был построен новый корпус в Катамоне, услуги этого учреждения доступны и еврейским и арабским жителям города.
Улице в Старом городе, где находилось старое здание, было присвоено имя Мисгав-Ладах.

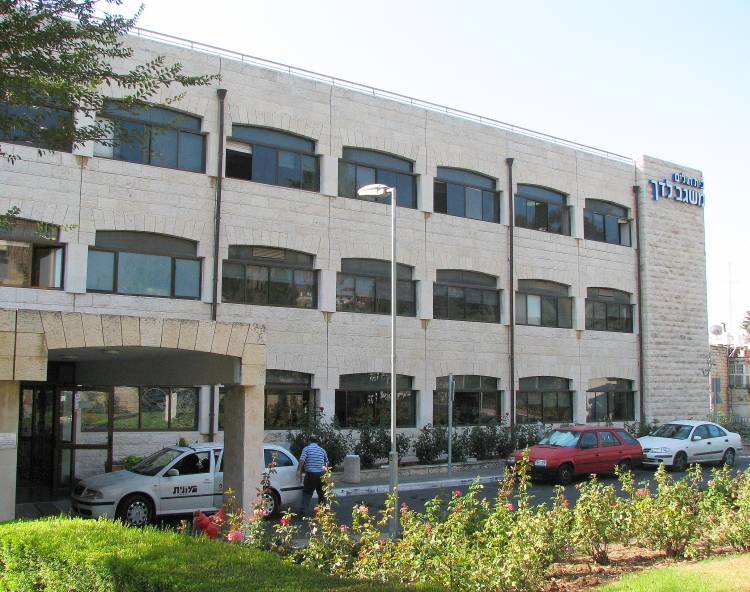

Здание украшают витражи в окнах, площадью 30 м², изготовленные по проекту швейцарско-израильского художника Дана Рубинштейна. Четыре окна представляют собой художественное изображение глав из библейского Бытия, а пятое посвящено истории учреждения Мисгав-Ладах.
В этом учреждение был разработан новый метод Мисгав-Ладах для кесарева сечения . Мисгав-Ладах также известен новаторским подходом при оказании помощи при родах, главное внимание оказывается индивидуальному подходу при родах, естественному ходу родов и поощряется присутствие отцов в родильной палате.